# Salempur
Salempur là một thị xã và là một nagar panchayat của quận Deoria thuộc bang Uttar Pradesh, Ấn Độ.

## Nhân khẩu
Theo điều tra dân số năm 2001 của Ấn Độ, Salempur có dân số 16.906 người. Phái nam chiếm 52% tổng số dân và phái nữ chiếm 48%. Salempur có tỷ lệ 65% biết đọc biết viết, cao hơn tỷ lệ trung bình toàn quốc là 59,5%: tỷ lệ cho phái nam là 74%, và tỷ lệ cho phái nữ là 56%. Tại Salempur, 16% dân số nhỏ hơn 6 tuổi.